# 초록놀이터
초록놀이터(Green Playground, 草綠遊園)는 경기지역에서 활동하는 비영리단체로, 어린이,청소년,성인 대상 생태문화예술교육과 생태환경 캠페인을 기획·운영한다. 이를 통해 생태환경 보존의 중요성을 알리고, 대중의 생태환경 인식 개선을 이룬다.
http://chorocnori.modoo.at

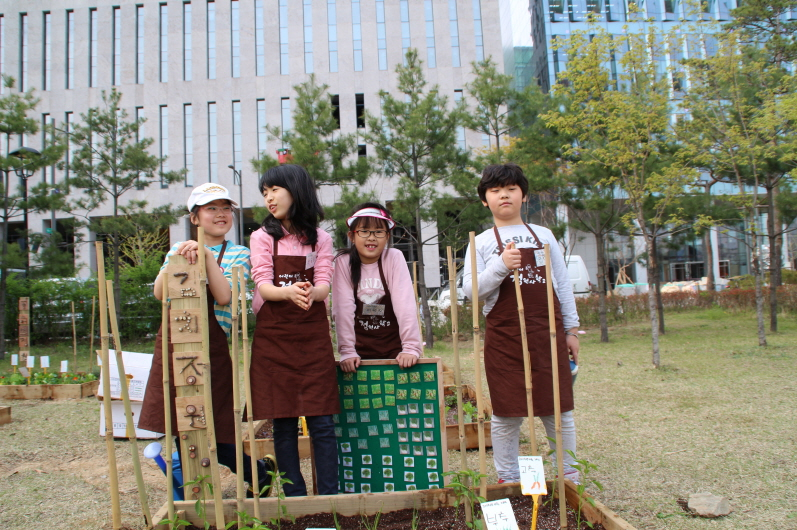
우리만의 예술정원 만들기_어린이예술정원사

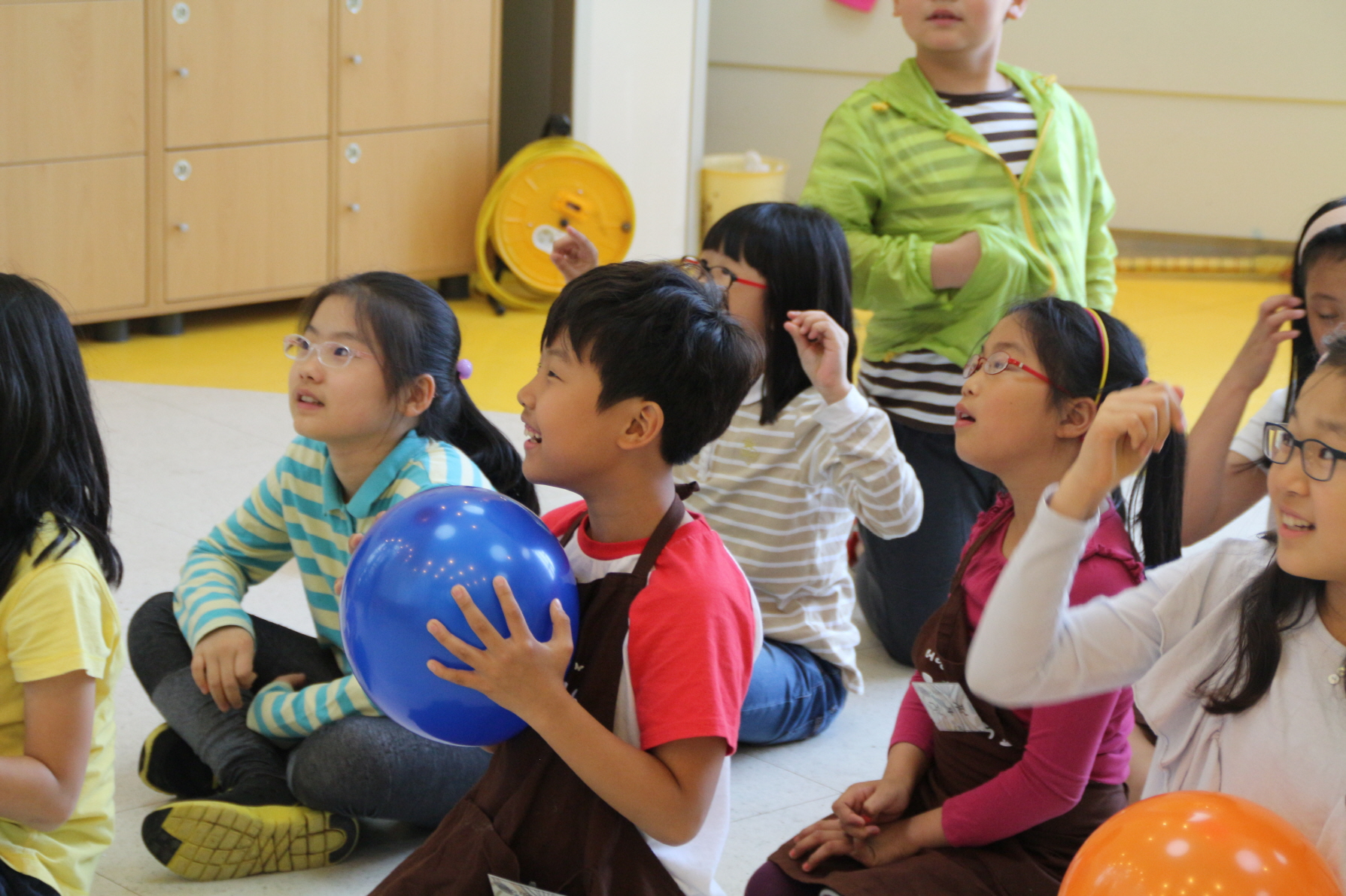
노는 것도 교육! 노는 것도 예술!_어린이예술정원사

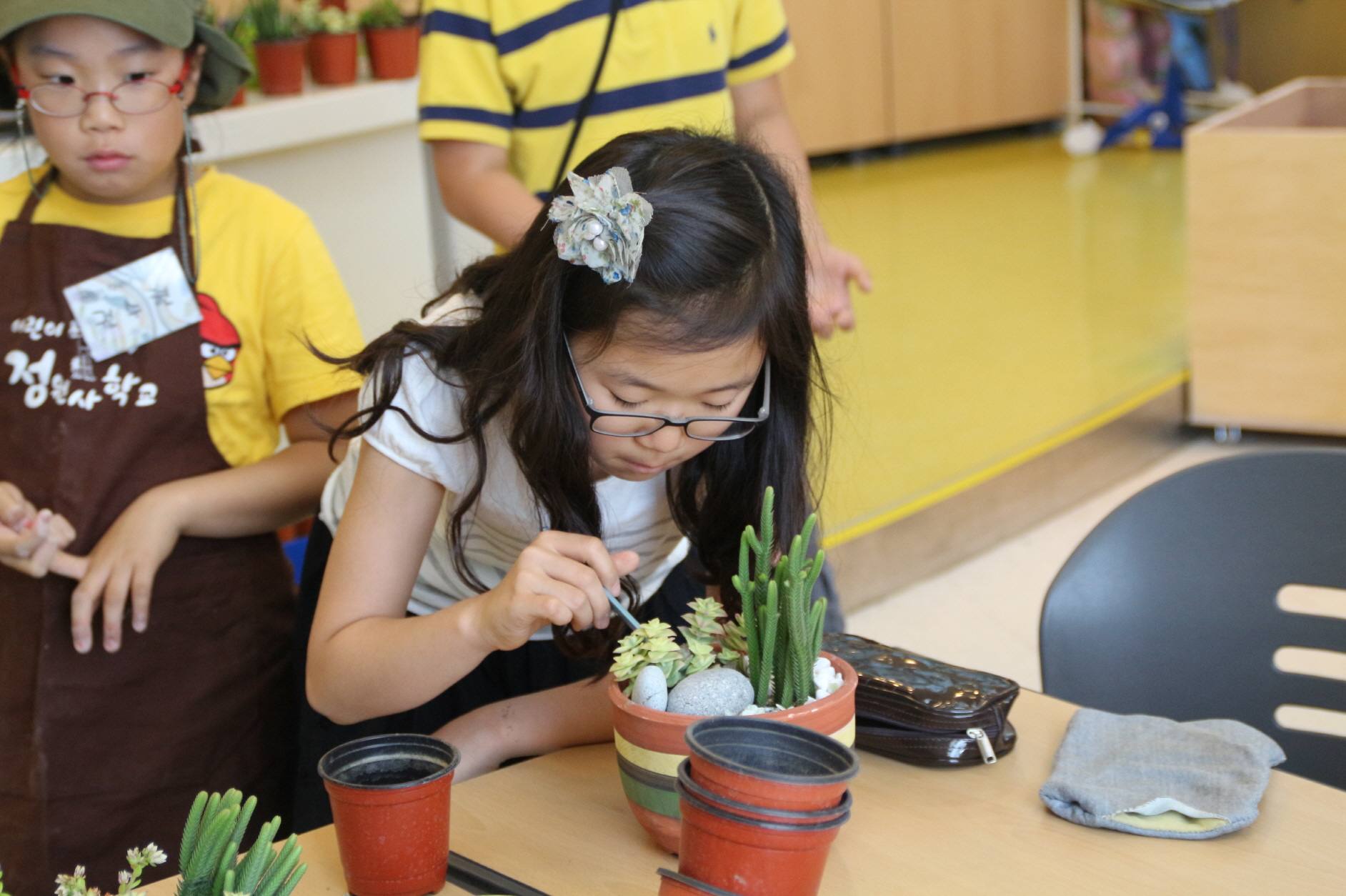
어린이 식물예술가_어린이예술정원사

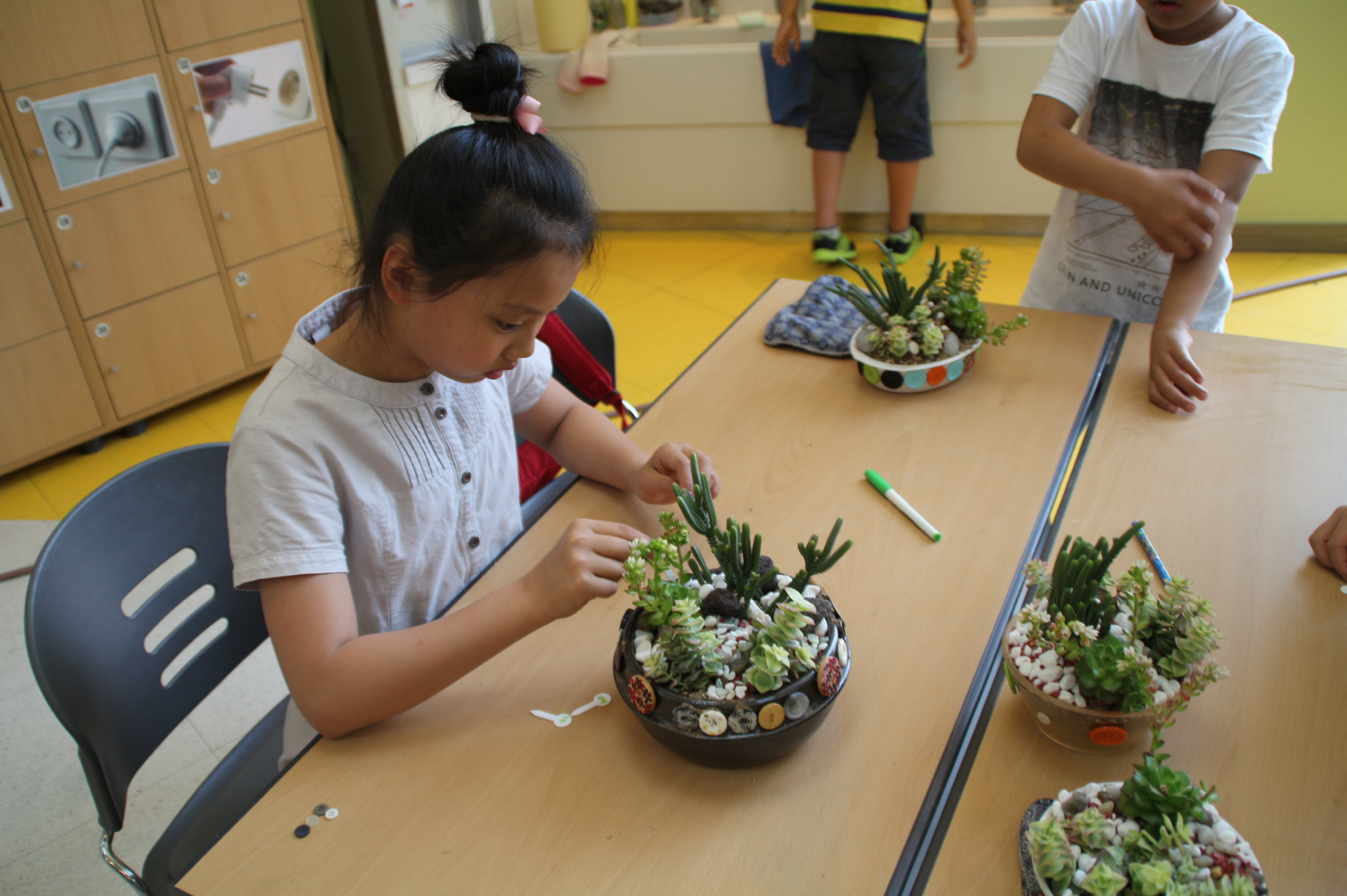
어린이 식물예술가._어린이예술정원사

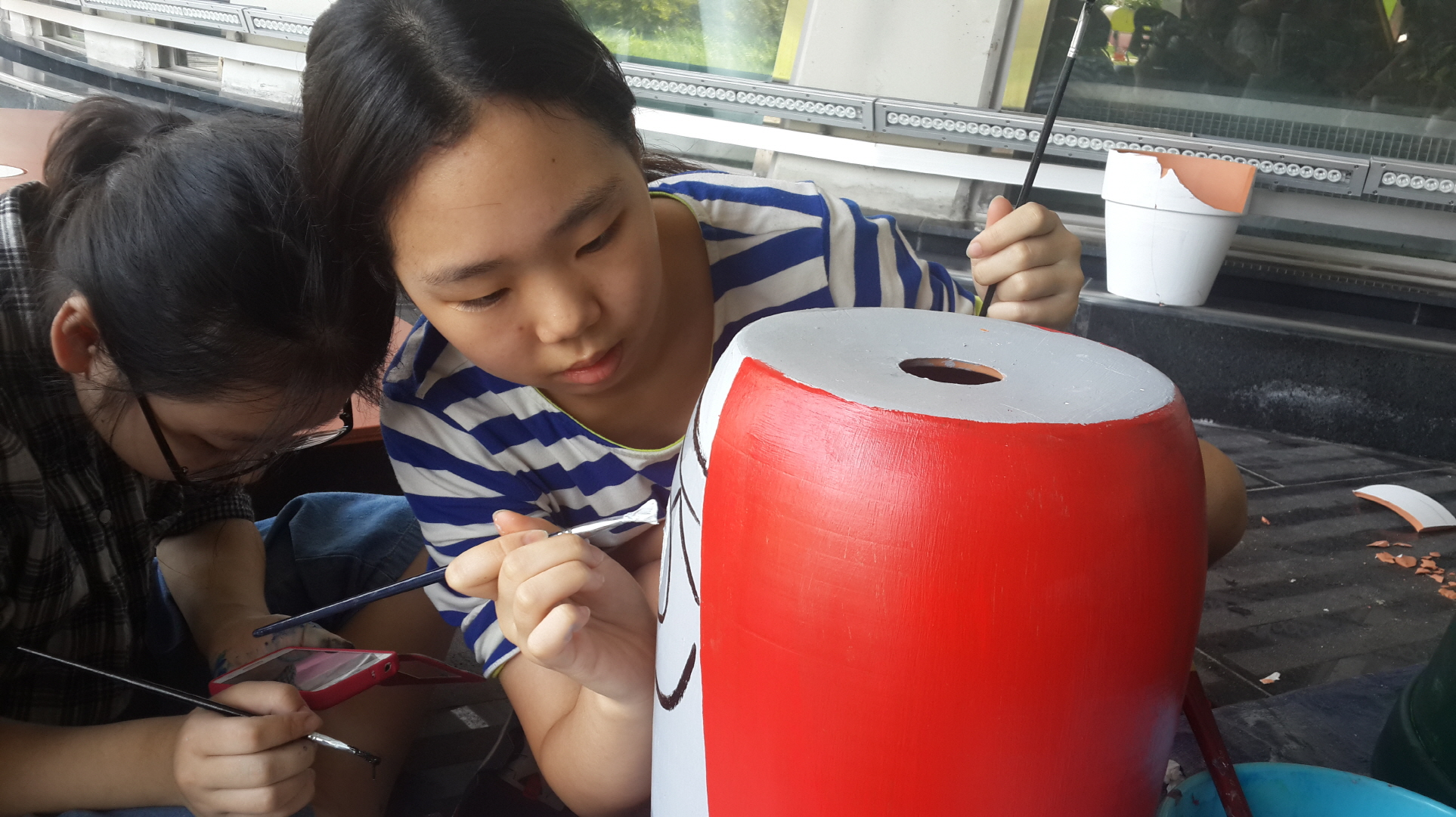
손끝에서 살아나는 화분인형_청소년생태문화예술창작소

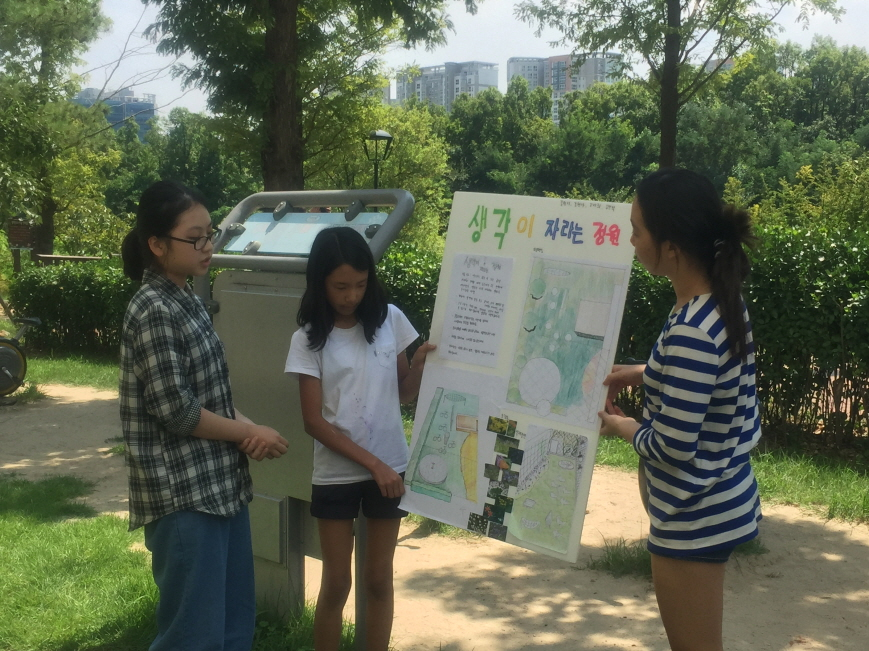
청소년문화예술정원 팀별 설계발표_청소년생태문화예술창작소

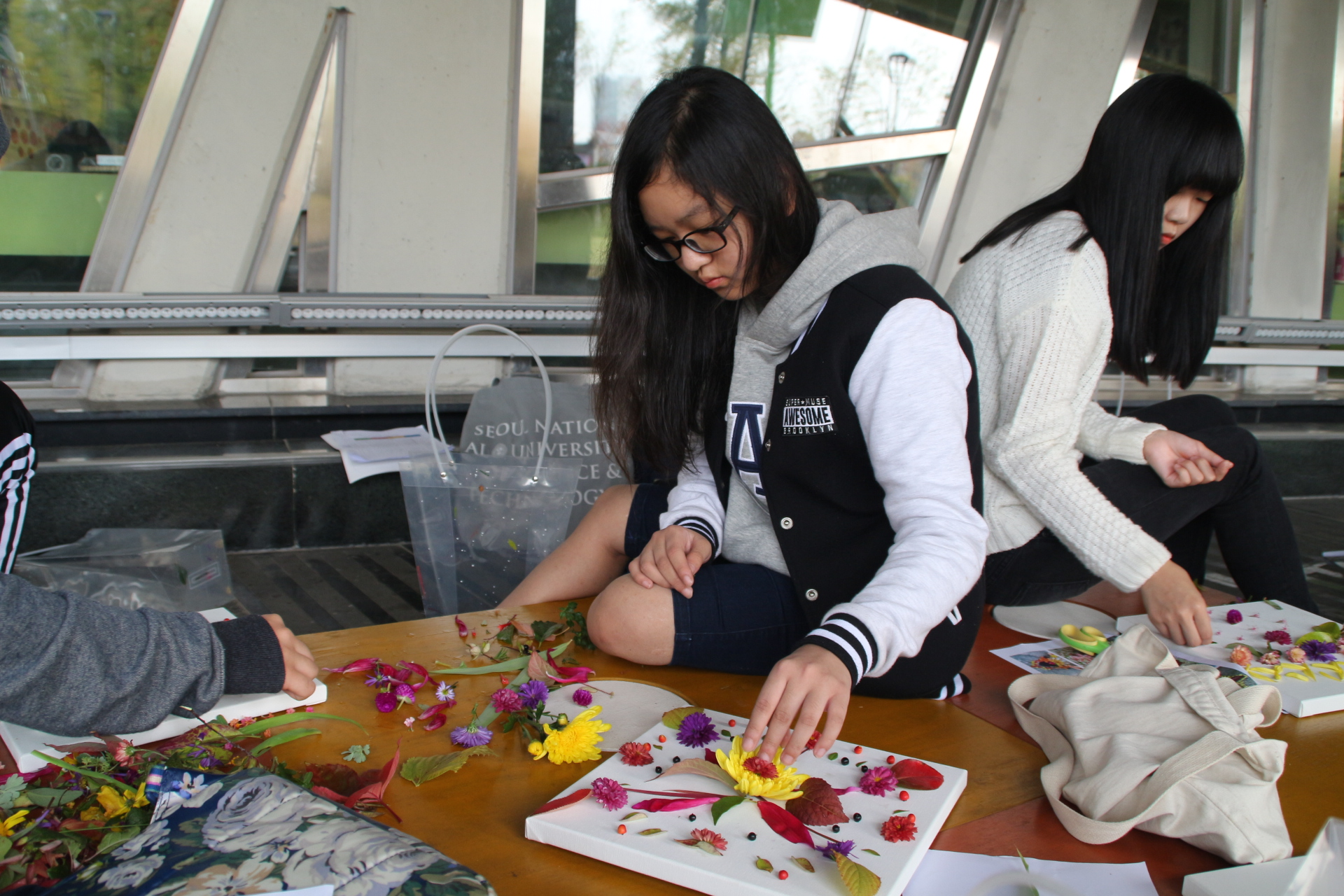
꽃과 잎이 춤추는 플랜트만다라_청소년생태문화예술창작소

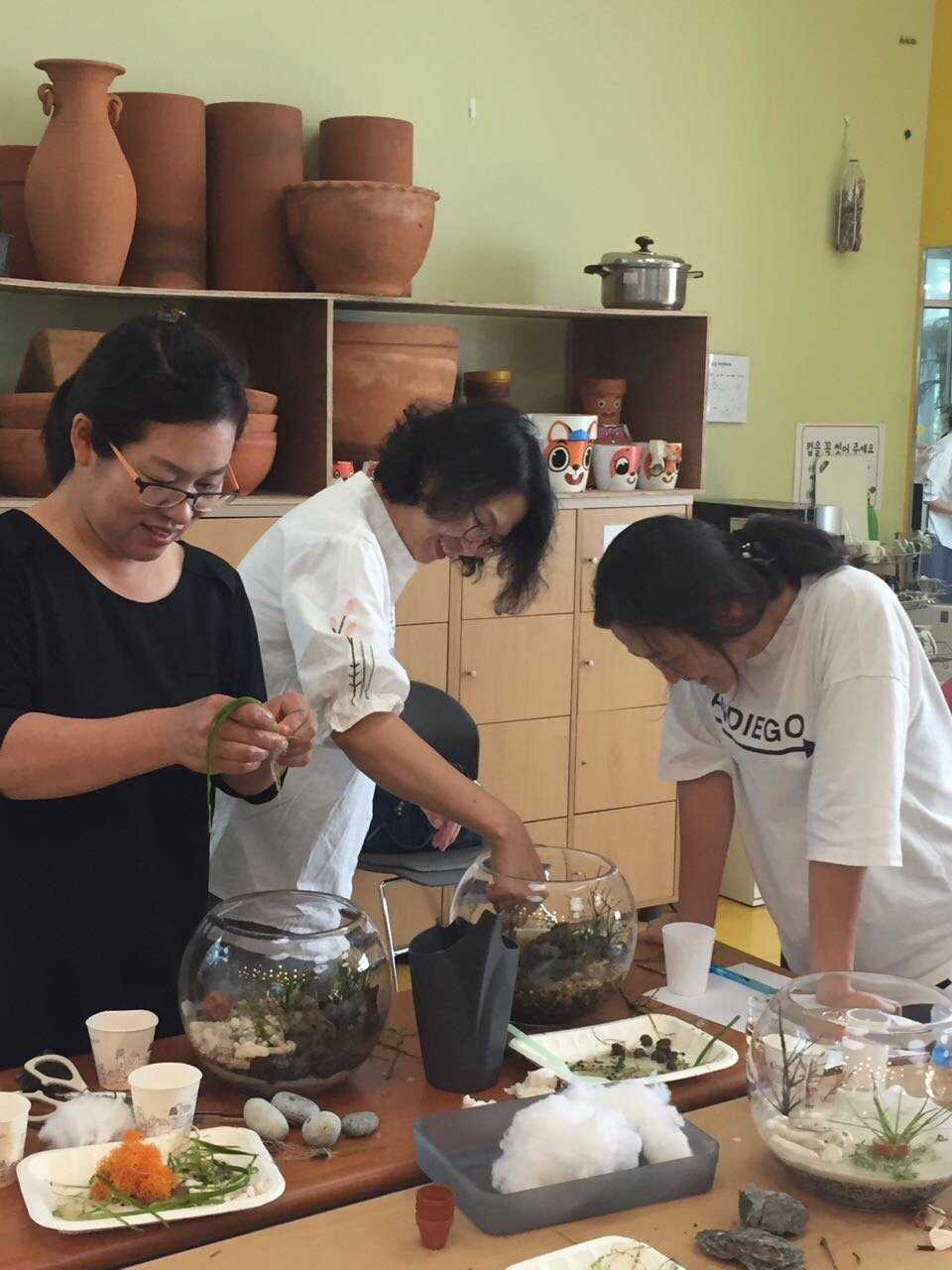
오색물속정원 수업시연_활동가 수업시연

## 연혁 및 주요활동
- 2014. 05 초록놀이터의 전신, 시민(See-Mean)정원사 출범
- 2014. 06 공공기관 정원·텃밭관리 협약
- 2015. 01 정관수립 _ 생태를 소재로 문화예술교육프로그램 연구에 주력
- 2015. 03 2기 출범
- 2015. 05 공공기관과 연계, 어린이예술정원사 학교 운영시작
- 2016. 03 3기 출범
- 2016. 10 경기정원문화박람회 전시 및 교육 참여 http://blog.daum.net/tlalswjddnjstk/128%5B깨진+링크(과거+내용+찾기)%5D
- 2016. 11 성남시 환경교육도시선포식 생태예술교육행사 운영http://blog.daum.net/tlalswjddnjstk/144  보관됨 2018-03-05 - 웨이백 머신
- 2017. 05‘초록놀이터’로 명칭변경. 비영리단체로 정식등록
- 2018. 04 경기도 꿈의학교 '정원미술창작소' 운영시작 https://blog.naver.com/gangeungyeol/221274603873
- 2018. 05 경기문화재단 꿈다락토요문화학교 'STAR(Seeding The ARt) 프로젝트 – 청소년, 예술의 씨앗을 뿌리다.' 운영시작 https://web.archive.org/web/20180515044331/http://ggarte.ggcf.kr/?p=16&page=1&bbsCate=3&viewMode=view&reqIdx=17

## 설립목적
- 자연-생활-문화예술을 연결하고 자연과 연계, 표현되는 예술문화를 형성
- 어린이, 청소년, 성인을 대상으로, 생태를 소재로 하는 문화예술교육 및 행사를 연구, 진행
- 삶의 질을 높이고, 생태를 보전하는 방식으로서 정원·텃밭 문화 확산
- 생태텃밭을 중심으로 하는 생활문화공동체 형성

## 운영철학
- 본능에 가까운 예술적 잠재력을 발견하고 발전시키고 취향으로 형성한다.
- 자연을 발견하고, 자연을 이용하고, 자연에서 놀고, 여기서 얻은 문화예술적 가치를 나눈다.
- 문화예술이 일부의 전유물이 아닌, 누구나 간직하고 표현할 수 있는 삶의 부분임을 깨닫게 한다.
- 단편적이고 결과 중심의 학습이 아닌, 일상을 파고드는 개인의 예술터를 형성한다.
- 예술과 생태를 결합한 프로그램으로 생태적 감성과 예술적 감각을 함께 키운다.